# چارلز هولدن
 چارلز هولدن (انگلیسی: Charles Holden؛ ۱۲ مهٔ ۱۸۷۵ – ۱ مهٔ ۱۹۶۰) یک معمار اهل بریتانیا بود.
وی معمار ساختمان‌هایی همچون ساختمان ۵۵ برادوی، سنت هاوس (دانشگاه لندن)، کتابخانه مرکزی بریستول و معمار بیش از ۴۰ ایستگاه متروی لندن بوده است.